# Сучу-де-Сус
Культура (группа) Сучу-де-Сус (в Венгрии — культура Фельшёсоч, на Украине — Станівська культура) — археологическая культура среднего бронзового века.

## Область распространения
Названа по археологическому памятнику Сучу-де-Сус в румынской Трансильвании.
Существовала на северо-востоке Венгрии, в украинском Закарпатье, на северо-западе Трансильвании и на востоке Словакии (Восточнословацкая низменность).

## Происхождение
Происходит от части отоманской культуры. Входила в состав юго-восточной подгруппы круга культур полей погребальных урн.

## Характеристика
Культура сооружала поселения типа теллей на берегах рек и на возвышениях. Погребения осуществлялись в могилах, в погребальных урнах для пепла или в ямах.
Для культуры характерно наличие мест кремации, расположенных вблизи погребений в погребальных урнах, а также наличие керамики с криволинейными мотивами, выполненными путём инкрустации белой пастой.

## Находки в Словакии
Находки — это в основном кремационные погребениях в местностях Брацовце, Будковце (округ Михаловце), Земплинске Копчаны, Вельке Ращковце, Винички. В местности Вельке Рашковце в погребении 15 в. до н. э. найдена амфора, на которой изображён эпический сюжет, напоминающий рассказ Гомера о погребении Патрокла. Это наиболее древний элемент, напоминающий античную греческую культуру, среди культур древней центральной Европы.